# The Desperate Hours
The Desperate Hours is een Amerikaanse misdaadfilm uit 1955 onder regie van William Wyler. Het scenario is gebaseerd op de gelijknamige roman uit 1954 van de Amerikaanse auteur Joseph Hayes.

## Verhaal
Wanneer drie boeven uit de gevangenis ontsnappen, duiken ze onder in een huis uit de villabuurt van Indianapolis. Terwijl ze wachten op een pakje van het liefje van een van de criminelen, houden ze het huisgezin gegijzeld. Intussen houdt de politie een klopjacht op de drie ontsnapte misdadigers.

## Rolverdeling
| Acteur           | Personage          |
| ---------------- | ------------------ |
| Fredric March    | Dan Hilliard       |
| Humphrey Bogart  | Glenn Griffin      |
| Martha Scott     | Eleanor Hilliard   |
| Arthur Kennedy   | Sheriff Jesse Bard |
| Dewey Martin     | Hal Griffin        |
| Robert Middleton | Sam Kobish         |
| Gig Young        | Chuck Wright       |
| Mary Murphy      | Cindy Hilliard     |
| Richard Eyer     | Ralphie Hilliard   |